# Abdul Basir Salangi

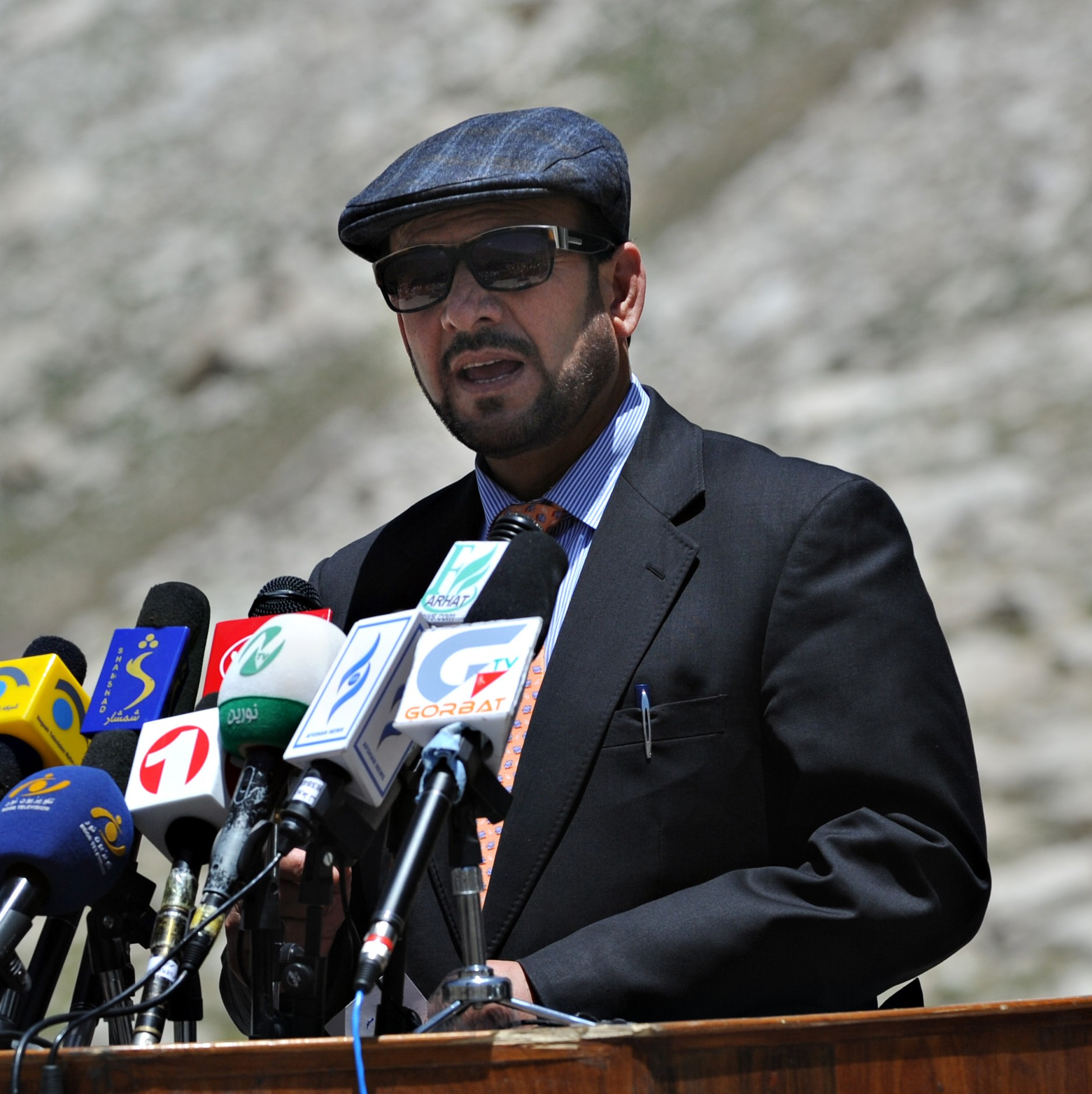
Basir Salangi (Juni 2011)

Abdul Basir Salangi ist ein afghanischer Politiker. Er ist seit 6. Mai 2009 Gouverneur der Provinz Parwan (derzeit August 2011).
Am 14. August 2011 starben laut afghanischen Innenministerium bei einem Anschlag durch mindestens einen Selbstmordattentäter und mehreren bewaffneten Angreifern auf seinen Amtssitz in Tscharikar 25 Menschen und 37 wurden verletzt. Es fand gerade eine Sicherheitssitzung mit ausländischer Beteiligung statt. Die Opfer seien zumeist Zivilisten. Den Berichten von Krankenhaus zufolge gab es 16 Tote und 29 Verletzte. Diese seinen aber großteils Regierungsangestellte. Die Taliban bekannten sich zu dem Anschlag.